# Свиная отбивная
Свиная отбивная (пол. kotlet schabowy) — котлета из свиной корейки (с подкожным жиром до 1,5 см) в панировке. Относится к польской кухне, но встречается и у других славянских народов. Первые упоминания относят к XIX веку — рецепт блюда представлен в поваренной книге от Люцины Чверчакевичовы. Свиная отбивная получила отражение в русском фольклоре и анекдотах.
Блюдо может содержать или не содержать кость, подаётся горячим, вместе с соусом и салатом.